# Нийонизигийе, Франсина
Франсина Нийонизигийе — бурундийская бегунья на длинные дистанции. Заняла 9-е место на чемпионате мира среди юниоров 2004 года в беге на 3000 метров. На олимпийских играх 2004 года выступала в беге на 5000 метров, но не вышла в финал. На Олимпиаде 2008 года также бежала дистанцию 5000 метров, на которой не вышла в финал, заняв последнее место в своём полуфинале. На чемпионате мира по кроссу 2007 года заняла 65-е место в забеге юниоров.
На церемонии открытия олимпийских игр 2008 года была знаменосцем сборной Бурунди.
Двукратная победительница пробега 20 km door Brussel.